# Eleições autárquicas portuguesas de 1979 no distrito de Faro
| Eleições autárquicas portuguesas de 1979 Distritos: Aveiro \| Beja \| Braga \| Bragança \| Castelo Branco \| Coimbra \| Évora \| Faro \| Guarda \| Leiria \| Lisboa \| Portalegre \| Porto \| Santarém \| Setúbal \| Viana do Castelo \| Vila Real \| Viseu \| Açores \| Madeira |

## Resultados por concelho
Os resultados nos concelhos do distrito de Faro foram os seguintes:

### Albufeira
| Partido                 | Partido                 | Votos  | %               | +/-   | Vereadores | +/-     |
| ----------------------- | ----------------------- | ------ | --------------- | ----- | ---------- | ------- |
|                         | Aliança Democrática     | 3 870  | 48,44 / 100,00  | Novo  | 4 / 7      | Novo    |
|                         | Partido Socialista      | 2 338  | 29,27 / 100,00  | 10,43 | 2 / 7      | 1       |
|                         | Aliança Povo Unido      | 1 535  | 19,21 / 100,00  | 1,84  | 1 / 7      | Estável |
| Votos Inválidos         | Votos Inválidos         | 246    | 3,07 / 100,00   | 0,35  |            |         |
| Total                   | Total                   | 7 989  | 100,00 / 100,00 |       | 7 / 7      |         |
| Eleitorado/Participação | Eleitorado/Participação | 12 671 | 63,05 / 100,00  | 8,55  |            |         |

### Alcoutim
| Partido                 | Partido                  | Votos | %               | +/-   | Vereadores | +/- |
| ----------------------- | ------------------------ | ----- | --------------- | ----- | ---------- | --- |
|                         | Partido Socialista       | 1 193 | 42,04 / 100,00  | 13,42 | 2 / 5      | 2   |
|                         | Partido Social Democrata | 930   | 32,77 / 100,00  | 9,84  | 2 / 5      | 1   |
|                         | Aliança Povo Unido       | 542   | 19,10 / 100,00  | 5,42  | 1 / 5      | 1   |
| Votos Inválidos         | Votos Inválidos          | 173   | 6,10 / 100,00   | 1,83  |            |     |
| Total                   | Total                    | 2 838 | 100,00 / 100,00 |       | 5 / 5      |     |
| Eleitorado/Participação | Eleitorado/Participação  | 4 520 | 62,79 / 100,00  | 7,91  |            |     |

### Aljezur
| Partido                 | Partido                  | Votos | %               | +/-  | Vereadores | +/-     |
| ----------------------- | ------------------------ | ----- | --------------- | ---- | ---------- | ------- |
|                         | Partido Socialista       | 1 622 | 50,96 / 100,00  | 3,53 | 3 / 5      | Estável |
|                         | Aliança Povo Unido       | 845   | 26,55 / 100,00  | 3,51 | 1 / 5      | Estável |
|                         | Partido Social Democrata | 609   | 19,13 / 100,00  | 3,88 | 1 / 5      | Estável |
| Votos Inválidos         | Votos Inválidos          | 107   | 3,37 / 100,00   | 3,84 |            |         |
| Total                   | Total                    | 3 183 | 100,00 / 100,00 |      | 5 / 5      |         |
| Eleitorado/Participação | Eleitorado/Participação  | 4 446 | 71,59 / 100,00  | 9,37 |            |         |

### Castro Marim
| Partido                 | Partido                   | Votos | %               | +/-   | Vereadores | +/-     |
| ----------------------- | ------------------------- | ----- | --------------- | ----- | ---------- | ------- |
|                         | Partido Socialista        | 1 450 | 41,10 / 100,00  | 3,07  | 3 / 5      | 1       |
|                         | Partido Social Democrata  | 1 168 | 33,11 / 100,00  | 3,65  | 2 / 5      | Estável |
|                         | Aliança Povo Unido        | 431   | 12,22 / 100,00  | 5,55  | 0 / 5      | 1       |
|                         | União Democrática Popular | 299   | 8,48 / 100,00   | -     | 0 / 5      | -       |
| Votos Inválidos         | Votos Inválidos           | 180   | 5,10 / 100,00   | 3,49  |            |         |
| Total                   | Total                     | 3 528 | 100,00 / 100,00 |       | 5 / 5      |         |
| Eleitorado/Participação | Eleitorado/Participação   | 5 516 | 63,96 / 100,00  | 10,09 |            |         |

### Faro
| Partido                 | Partido                   | Votos  | %               | +/-   | Vereadores | +/-     |
| ----------------------- | ------------------------- | ------ | --------------- | ----- | ---------- | ------- |
|                         | Aliança Democrática       | 10 357 | 43,21 / 100,00  | Novo  | 3 / 7      | Novo    |
|                         | Aliança Povo Unido        | 6 141  | 25,62 / 100,00  | 4,96  | 2 / 7      | Estável |
|                         | Partido Socialista        | 6 074  | 25,34 / 100,00  | 13,00 | 2 / 7      | 1       |
|                         | PCTP/MRPP                 | 508    | 2,12 / 100,00   | 0,36  | 0 / 7      | Estável |
|                         | União Democrática Popular | 398    | 1,66 / 100,00   | -     | 0 / 7      | -       |
| Votos Inválidos         | Votos Inválidos           | 492    | 2,05 / 100,00   | 1,99  |            |         |
| Total                   | Total                     | 23 970 | 100,00 / 100,00 |       | 7 / 7      |         |
| Eleitorado/Participação | Eleitorado/Participação   | 33 707 | 71,11 / 100,00  | 7,57  |            |         |

### Lagoa
| Partido                 | Partido                 | Votos  | %               | +/-  | Vereadores | +/-     |
| ----------------------- | ----------------------- | ------ | --------------- | ---- | ---------- | ------- |
|                         | Partido Socialista      | 3 467  | 42,31 / 100,00  | 7,60 | 3 / 7      | Estável |
|                         | Aliança Democrática     | 2 822  | 34,44 / 100,00  | Novo | 3 / 7      | Novo    |
|                         | Aliança Povo Unido      | 1 653  | 20,17 / 100,00  | 1,94 | 1 / 7      | Estável |
| Votos Inválidos         | Votos Inválidos         | 252    | 3,08 / 100,00   | 2,95 |            |         |
| Total                   | Total                   | 8 194  | 100,00 / 100,00 |      | 7 / 7      |         |
| Eleitorado/Participação | Eleitorado/Participação | 10 899 | 75,18 / 100,00  | 6,21 |            |         |

### Lagos
| Partido                 | Partido                   | Votos  | %               | +/-  | Vereadores | +/-     |
| ----------------------- | ------------------------- | ------ | --------------- | ---- | ---------- | ------- |
|                         | Partido Socialista        | 4 688  | 43,46 / 100,00  | 3,13 | 3 / 7      | 2       |
|                         | Aliança Povo Unido        | 2 911  | 26,98 / 100,00  | 4,26 | 2 / 7      | Estável |
|                         | Aliança Democrática       | 2 686  | 24,90 / 100,00  | Novo | 2 / 7      | Novo    |
|                         | União Democrática Popular | 231    | 2,14 / 100,00   | -    | 0 / 7      | -       |
| Votos Inválidos         | Votos Inválidos           | 272    | 2,52 / 100,00   | 3,34 |            |         |
| Total                   | Total                     | 10 788 | 100,00 / 100,00 |      | 7 / 7      |         |
| Eleitorado/Participação | Eleitorado/Participação   | 14 996 | 71,94 / 100,00  | 9,13 |            |         |

### Loulé
| Partido                 | Partido                   | Votos  | %               | +/-   | Vereadores | +/-     |
| ----------------------- | ------------------------- | ------ | --------------- | ----- | ---------- | ------- |
|                         | Partido Social Democrata  | 9 628  | 42,74 / 100,00  | 5,96  | 4 / 7      | 1       |
|                         | Partido Socialista        | 6 648  | 29,51 / 100,00  | 11,63 | 2 / 7      | 1       |
|                         | Aliança Povo Unido        | 3 409  | 15,13 / 100,00  | 0,09  | 1 / 7      | Estável |
|                         | Centro Democrático Social | 1 684  | 7,48 / 100,00   | -     | 0 / 7      | -       |
|                         | União Democrática Popular | 297    | 1,32 / 100,00   | -     | 0 / 7      | -       |
| Votos Inválidos         | Votos Inválidos           | 862    | 3,82 / 100,00   | 1,03  |            |         |
| Total                   | Total                     | 22 528 | 100,00 / 100,00 |       | 7 / 7      |         |
| Eleitorado/Participação | Eleitorado/Participação   | 33 052 | 68,16 / 100,00  | 9,43  |            |         |

### Monchique
| Partido                 | Partido                 | Votos | %               | +/-   | Vereadores | +/-  |
| ----------------------- | ----------------------- | ----- | --------------- | ----- | ---------- | ---- |
|                         | Aliança Democrática     | 3 597 | 58,74 / 100,00  | Novo  | 4 / 5      | Novo |
|                         | Partido Socialista      | 1 647 | 26,89 / 100,00  | 13,35 | 1 / 5      | 1    |
|                         | Aliança Povo Unido      | 714   | 11,66 / 100,00  | 2,59  | 0 / 5      | 1    |
| Votos Inválidos         | Votos Inválidos         | 166   | 2,71 / 100,00   | 1,95  |            |      |
| Total                   | Total                   | 6 124 | 100,00 / 100,00 |       | 5 / 5      |      |
| Eleitorado/Participação | Eleitorado/Participação | 7 921 | 77,31 / 100,00  | 19,54 |            |      |

### Olhão
| Partido                 | Partido                   | Votos  | %               | +/-   | Vereadores | +/-     |
| ----------------------- | ------------------------- | ------ | --------------- | ----- | ---------- | ------- |
|                         | Partido Socialista        | 5 874  | 38,36 / 100,00  | 15,50 | 3 / 7      | 2       |
|                         | Partido Social Democrata  | 3 832  | 25,03 / 100,00  | 7,06  | 2 / 7      | 1       |
|                         | Aliança Povo Unido        | 2 902  | 18,95 / 100,00  | 4,83  | 1 / 7      | Estável |
|                         | Centro Democrático Social | 1 529  | 9,99 / 100,00   | 5,21  | 1 / 7      | 1       |
|                         | União Democrática Popular | 280    | 1,83 / 100,00   | -     | 0 / 7      | -       |
|                         | PCTP/MRPP                 | 222    | 1,45 / 100,00   | 3,48  | 0 / 7      | Estável |
| Votos Inválidos         | Votos Inválidos           | 673    | 4,39 / 100,00   | 0,06  |            |         |
| Total                   | Total                     | 15 312 | 100,00 / 100,00 |       | 7 / 7      |         |
| Eleitorado/Participação | Eleitorado/Participação   | 24 687 | 62,02 / 100,00  | 7,66  |            |         |

### Portimão
| Partido                 | Partido                   | Votos  | %               | +/-   | Vereadores | +/-     |
| ----------------------- | ------------------------- | ------ | --------------- | ----- | ---------- | ------- |
|                         | Partido Socialista        | 10 340 | 52,91 / 100,00  | 13,60 | 4 / 7      | Estável |
|                         | Aliança Democrática       | 5 065  | 25,92 / 100,00  | Novo  | 2 / 7      | Novo    |
|                         | Aliança Povo Unido        | 2 980  | 15,25 / 100,00  | 7,25  | 1 / 7      | 1       |
|                         | União Democrática Popular | 557    | 2,85 / 100,00   | -     | 0 / 7      | -       |
|                         | PCTP/MRPP                 | 84     | 0,43 / 100,00   | 2,71  | 0 / 7      | Estável |
| Votos Inválidos         | Votos Inválidos           | 518    | 2,65 / 100,00   | 1,57  |            |         |
| Total                   | Total                     | 19 544 | 100,00 / 100,00 |       | 7 / 7      |         |
| Eleitorado/Participação | Eleitorado/Participação   | 26 067 | 74,98 / 100,00  | 7,37  |            |         |

### São Brás de Alportel
| Partido                 | Partido                  | Votos | %               | +/-   | Vereadores | +/-     |
| ----------------------- | ------------------------ | ----- | --------------- | ----- | ---------- | ------- |
|                         | Partido Socialista       | 1 981 | 49,46 / 100,00  | 0,51  | 3 / 5      | Estável |
|                         | Partido Social Democrata | 1 329 | 33,18 / 100,00  | 2,51  | 2 / 5      | 1       |
|                         | Aliança Povo Unido       | 558   | 13,93 / 100,00  | 3,27  | 0 / 5      | 1       |
| Votos Inválidos         | Votos Inválidos          | 137   | 3,42 / 100,00   | 0,25  |            |         |
| Total                   | Total                    | 4 005 | 100,00 / 100,00 |       | 5 / 5      |         |
| Eleitorado/Participação | Eleitorado/Participação  | 5 880 | 68,11 / 100,00  | 10,99 |            |         |

### Silves
| Partido                 | Partido                   | Votos  | %               | +/-   | Vereadores | +/-     |
| ----------------------- | ------------------------- | ------ | --------------- | ----- | ---------- | ------- |
|                         | Partido Socialista        | 6 716  | 37,49 / 100,00  | 2,30  | 3 / 7      | Estável |
|                         | Aliança Povo Unido        | 5 259  | 29,35 / 100,00  | 2,75  | 2 / 7      | Estável |
|                         | Partido Social Democrata  | 4 997  | 27,89 / 100,00  | 7,06  | 2 / 7      | Estável |
|                         | União Democrática Popular | 395    | 2,20 / 100,00   | -     | 0 / 7      | -       |
| Votos Inválidos         | Votos Inválidos           | 549    | 3,07 / 100,00   | 2,35  |            |         |
| Total                   | Total                     | 17 916 | 100,00 / 100,00 |       | 7 / 7      |         |
| Eleitorado/Participação | Eleitorado/Participação   | 24 444 | 73,29 / 100,00  | 11,29 |            |         |

### Tavira
| Partido                 | Partido                   | Votos  | %               | +/-   | Vereadores | +/-     |
| ----------------------- | ------------------------- | ------ | --------------- | ----- | ---------- | ------- |
|                         | Partido Socialista        | 4 154  | 35,90 / 100,00  | 5,70  | 3 / 7      | Estável |
|                         | Aliança Democrática       | 3 968  | 34,30 / 100,00  | Novo  | 3 / 7      | Novo    |
|                         | Aliança Povo Unido        | 2 277  | 19,68 / 100,00  | 5,80  | 1 / 7      | Estável |
|                         | União Democrática Popular | 596    | 5,15 / 100,00   | -     | 0 / 7      | -       |
|                         | PCTP/MRPP                 | 143    | 1,24 / 100,00   | 1,61  | 0 / 7      | Estável |
| Votos Inválidos         | Votos Inválidos           | 432    | 3,73 / 100,00   | 2,62  |            |         |
| Total                   | Total                     | 11 570 | 100,00 / 100,00 |       | 7 / 7      |         |
| Eleitorado/Participação | Eleitorado/Participação   | 18 634 | 62,09 / 100,00  | 12,71 |            |         |

### Vila do Bispo
| Partido                 | Partido                  | Votos | %               | +/-   | Vereadores | +/-     |
| ----------------------- | ------------------------ | ----- | --------------- | ----- | ---------- | ------- |
|                         | Partido Socialista       | 1 146 | 39,09 / 100,00  | 5,27  | 2 / 5      | 1       |
|                         | Aliança Povo Unido       | 1 034 | 35,27 / 100,00  | 12,27 | 2 / 5      | 1       |
|                         | Partido Social Democrata | 597   | 20,36 / 100,00  | 4,02  | 1 / 5      | Estável |
| Votos Inválidos         | Votos Inválidos          | 155   | 5,29 / 100,00   | 2,97  |            |         |
| Total                   | Total                    | 2 932 | 100,00 / 100,00 |       | 5 / 5      |         |
| Eleitorado/Participação | Eleitorado/Participação  | 4 312 | 68,00 / 100,00  | 9,79  |            |         |

### Vila Real de Santo António
| Partido                 | Partido                                        | Votos  | %               | +/-   | Vereadores | +/-     |
| ----------------------- | ---------------------------------------------- | ------ | --------------- | ----- | ---------- | ------- |
|                         | Aliança Povo Unido                             | 3 498  | 40,05 / 100,00  | 9,10  | 3 / 7      | Estável |
|                         | Partido Social Democrata                       | 2 416  | 27,67 / 100,00  | 7,55  | 2 / 7      | 1       |
|                         | Partido Socialista                             | 2 141  | 24,52 / 100,00  | 10,74 | 2 / 7      | 1       |
|                         | União Democrática Popular                      | 276    | 3,16 / 100,00   | -     | 0 / 7      | -       |
|                         | União da Esquerda para a Democracia Socialista | 0      | 0,00 / 100,00   | Novo  | 0 / 7      | Novo    |
| Votos Inválidos         | Votos Inválidos                                | 402    | 4,60 / 100,00   | 1,52  |            |         |
| Total                   | Total                                          | 8 733  | 100,00 / 100,00 |       | 7 / 7      |         |
| Eleitorado/Participação | Eleitorado/Participação                        | 11 631 | 75,08 / 100,00  | 9,75  |            |         |